# Sinù
I Sinù o Zenù erano una popolazione che occupava le coste e le zone interne della Colombia, in particolare le sponde del fiume Sinù e del fiume Cauca. 
All'arrivo del "conquistador" Pedro de Heredia, nel 1533, il popolo dei Sinù era diviso in tre domini, Pancenù, Fincenù e Cenofana. I tre signori di questi domini erano tre fratelli (di cui una donna, Cenofana).
Il feroce Pedro de Heredia saccheggiò le tombe Sinù in cerca di oro e massacrò sistematicamente questo popolo pacifico, che non seppe contrastare l'impatto devastatore degli spagnoli e soprattutto le malattie e i virus che venivano inconsapevolmente trasportati dagli europei.
L'economia dei Sinù era basata sull'agricoltura. Si coltivava principalmente mais e yuca.
Il popolo dei Sinù si distinse per aver costruito dei canali nelle pianure situate tra il fiume Cauca e il Sinù. Questi canali servivano per irrigare vaste zone agricole.
Grande importanza aveva per i Sinù l'oro, che serviva per adornare le tombe.